# Cora Alicto
Cora Alicto (ur. 2 sierpnia 1980) – lekkoatletka reprezentująca Guam, sprinterka. Olimpijka z Pekinu.
Startowała w biegu na 100 metrów podczas igrzysk w Pekinie - odpadła w eliminacjach z czasem 13,31 sekundy. 